# Заяц (рисунок)
«Заяц» — рисунок Альбрехта Дюрера, выполненный художником в 1502 году, одна из известнейших натурных штудий художника.

## Описание
Рисунок выполнен на почти квадратном листе бумаги, подкрашенном коричневой краской. Изображение сориентировано по диагонали, разворот модели выбран в три четверти, взгляд художника направлен сверху.
По подмалёвку нанесены тёмной краской тени, поверх них почти сухой кистью гуашью проработаны волоски. Техника исполнения сходна с техникой другой известной штудии этого периода — «Большого куска луга». Дюрер успешно справился со сложной задачей передачи световых эффектов разноцветной сложной по фактуре поверхности меха. Вполне вероятно, что рисунок был выполнен в помещении: в глазу зайца отражается переплёт окна. Неизвестно, рисовал ли художник живого зайца или охотничий трофей.
«Несмотря на крайнюю степень детализации, рисунок сохраняет цельность образа, впечатления. Перед нами настороженно прислушивающийся, пугливый зверек, готовый обратиться в бегство.»
Это один из первых рисунков, датированных и подписанных Дюрером, что свидетельствует о том, какое значение художник придавал этой работе.

## Провенанс
Рисунок хранился в Нюрнберге в собрании коллекционера Виллибальда Имгофа (1519—1580), в 1588 году стал собственностью императора Рудольфа II и находился в императорской сокровищнице, с 1783 года — в придворной библиотеке. Последним частным владельцем рисунка был герцог Альберт Саксен-Тешенский, коллекция которого легла в основу собрания венской Альбертины.

## Повторения
Уже в XVI веке, особенно около 1600 года, появилось большое число повторений рисунка Дюрера. В настоящее время известно 13 вариантов «Зайца», в том числе три свободные вариации, представляющие модель в другом ракурсе. Художник-маньерист Ганс Гофман копировал произведения Дюрера, в том числе и «Зайца», изображая его в лесу и саду.
В 2003 году известный немецкий художник-концептуалист Оттмар Хёрль по случаю 500-летия Альбрехта Дюрера создал инсталляцию «Das große Hasenstück» из семи тысяч трёхмерных пластиковых зайцев Дюрера на главной рыночной площади Нюрнберга. Инсталляция заняла 2500 квадратных метров. В 2014 и 2015 годах Хёрль провёл в Германии и Австрии две посвящённые «Зайцу Дюрера» концептуальные выставки, которые назывались «Dürer-Hase für die Albertina» («Заяц Дюрера для Альбертины») и «Homage to Dürer» («Посвящение Дюреру»). Инсталляция и выставки Хёрля получили мировое признание.